# Џејми Варди
Џејми Ричард Варди (енгл. Jamie Richard Vardy; Шефилд, 11. јануар 1987) енглески фудбалер, који тренутно игра за Лестер Сити.

## Каријера
Игра на позицији нападача, али такође може играти као крило.
Након што је са шеснаест година отпуштен од стране Шефилд венздеја, Варди је започео каријеру у Стоксбриџ Парк Стилсу. У првом тиму је играо од 2007. године и проводи три сезоне, пре одласка у Халифакс 2010. Постигао је 27 голова у сезони, освојио је награду клуба за играча године, а затим се преселио у Флитвуд Таун у августу 2011. године за необјављену суму. Дао је 31 гол у првој сезони за нови тим.
У мају 2012. године, потписује уговор за Лестер сити у износу од 1 милион фунти. Клуб је изборио учешће у Премијер лиги након освајања првенства 2014. Варди је 2015. године ушао у историју Премијер лиге, постигавши гол и на једанаестом узастопном мечу у шампионату, те је тако оборио рекорд Руда ван Нистелроја.
У сезони 2015/16. Варди је проглашен за најбољег играча Премијер лиге, једини у историји Лестера који је добио ту награду.

## Приватни живот
Ожењен је од 2016. са Ребеком Николсон и имају једну кћерку и сина, а из претходне везе има једно дете.

## Репрезентација
Дана 21. маја 2015, Варди је позван први пут у репрезентацију Енглеске. Дебитовао је 7. јуна у ремију без голова против Републике Ирске на Авива Стадиону у Даблину.

### Наступи
| Репрезентација | Година | Утакмице | Голови |
| -------------- | ------ | -------- | ------ |
| Енглеска       |        |          |        |
| 2015.          | 4      | 0        |        |
| 2016.          | 10     | 5        |        |
| 2017.          | 5      | 1        |        |
| 2018.          | 7      | 1        |        |
| Укупно         | Укупно | 26       | 7      |

### Голови
| #  | Датум              | Место                      | Противник | Гол   | Резултат | Такмичење                 |
| -- | ------------------ | -------------------------- | --------- | ----- | -------- | ------------------------- |
| 1. | 26. март 2016.     | Олимпијски стадион, Берлин | Немачка   | 2 : 2 | 3 : 2    | Пријатељска               |
| 2. | 29. март 2016.     | Вембли, Лондон             | Холандија | 1 : 0 | 1 : 2    | Пријатељска               |
| 3. | 22. мај 2016.      | Итихад, Манчестер          | Турска    | 2 : 1 | 2 : 1    | Пријатељска               |
| 4. | 16. јун 2016.      | Стадион Феликс Болар, Ланс | Велс      | 1 : 1 | 2 : 1    | ЕП 2016.                  |
| 5. | 15. новембар 2016. | Вембли, Лондон             | Шпанија   | 2 : 0 | 2 : 2    | Пријатељска               |
| 6. | 26. март 2017.     | Вембли, Лондон             | Литванија | 2 : 0 | 2 : 0    | Квалификације за СП 2018. |
| 7. | 27. март 2018.     | Вембли, Лондон             | Италија   | 1 : 0 | 1 : 1    | Пријатељска               |

## Трофеји

### Халифакс Таун
- Северна премијер лига (1) : 2010/11.

### Флитвуд Таун
- Национална лига (1) : 2011/12.

### Лестер Сити
- Премијер лига (1) : 2015/16.[8]
- ФА куп (1) : 2020/21.
- ФА Комјунити шилд (1) : 2021.
- Чемпионшип (2) : 2013/14, 2023/24.